# Tanz in die Freiheit
Tanz in die Freiheit (Alternativtitel: Ein Sommer und eine Nacht; Originaltitel: Dancing at Lughnasa) ist ein US-amerikanisch-britisch-irisches Filmdrama aus dem Jahr 1998. Regie führte Pat O’Connor, das Drehbuch schrieb Frank McGuinness anhand eines Theaterstücks von Brian Friel.

## Handlung
Die Handlung spielt in Irland im Jahr 1936 und wird aus der Sicht von Michael Mundy erzählt, der damals ein kleiner Junge war. Seine Mutter Christina Mundy und ihre unverheirateten Schwestern Kate, Margaret, Rose sowie Agnes leben gemeinsam auf einem Anwesen. Nur Kate hat einen guten Job als Lehrerin, während Christina und Margaret arbeitslos sind.
Der Bruder der fünf Frauen, Jack, ist ein Priester. Er kehrt von einer Mission in Afrika, wo er 25 Jahre verbrachte, zurück. Michaels Vater Gerry Evans kommt zu Besuch und macht Christina einen Heiratsantrag. Er verkündet, dass er sich zum Einsatz im Spanischen Bürgerkrieg gemeldet hat. Evans reist nach Spanien, wird etwas später verwundet und stirbt.

## Kritiken
Das Lexikon des internationalen Films schrieb, der Film sei „bemerkenswert undramatisch“ und werfe „einen wehmütigen Rückblick auf Glück und Verlust des familiären Zusammenhalts“. Er sei „glänzend gespielt und fotografiert“.

„Diese Geschichte von Liebe und Verlust mutet so an, als hätte Rosamunde Pilcher […] ihr soziales Gewissen entdeckt. Doch trotz der guten Absicht, eine starke Geschichte von den großen kleinen Problemen einfacher Leute zu erzählen, prägen sich nur die beeindruckenden Schauspielerinnen ein.“

## Auszeichnungen
Pat O’Connor wurde im Jahr 1998 für den Goldenen Löwen der Internationalen Filmfestspiele von Venedig nominiert. Kathy Burke wurde im Jahr 1999 für den Golden Satellite Award nominiert. Darrell Johnston wurde 1999 für den Young Artist Award nominiert.
Brid Brennan gewann im Jahr 1999 den Irish Film and Television Award. Meryl Streep, Frank McGuinness, Kenneth MacMillan und der Film als Bester Spielfilm wurden für den gleichen Preis nominiert.

## Hintergründe
Der Film wurde in Irland gedreht. Seine Weltpremiere fand am 4. September 1998 auf dem Telluride Film Festival statt. Am 12. September 1998 wurde er auf dem Toronto International Film Festival gezeigt, dem einige weitere Filmfestivals folgten. Am 13. November 1998 kam er in die Kinos der USA, in den er ca. 2,3 Millionen US-Dollar einspielte. In den britischen Kinos spielte der Film ab dem 4. Dezember 1998 ca. 513 Tsd. Pfund Sterling ein.